# Kujō Yoshitsune
Kujō Yoshitsune (jap. 九条 良経; * 1169; † 16. April 1206), auch  Fujiwara no Yoshitsune (藤原 良経) oder Gokyōgoku Yoshitsune (後京極 良経), war ein japanischer Politiker, Dichter und Kalligraf.
Er war der Sohn des Großkanzlers Kujō Kanezane (Fujiwara no Kanezane) und einer Tochter von Fujiwara no Sueyuki. Da sein älterer Bruder Yoshimichi (良通) schon früh 1188 starb, wurde Yoshitsune zum Stammhalter der von seinem Vater begründeten Kujō-Familie. So wurde er im Jahr darauf zum Gon-Chūnagon und Gon-Dainagon ernannt. 1190 heiratete er eine Tochter Fujiwara no Yoshiyasus (Ichijō Yoshiyasu) und wurde damit zu einem Verbündeten der Minamoto.
1195 wurde er Kanzler des Inneren (Naidaijin), 1199 Kanzler zur Linken (Sadaijin) und stieg dann 1204 zum Großkanzler (Daijō Daijin) auf. Ab 1202 war er zudem der Regent (Sesshō) des minderjährigen Kaisers Tsuchimikado. 1206 starb er mit nur 38 Jahren.
Yoshitsune war auch ein anerkannter Dichter und Kalligraf.
Um 1204 entstand seine Gedichtsammlung Akishino gessei shū (秋篠月清集), die mehr als 1600 Gedichte enthält. Mehr als 300 weitere Gedichte wurden in verschiedenen kaiserlichen Sammlungen veröffentlicht, beispielsweise dem Ogura Hyakunin Isshu, dem Shinchokusen-wakashū und dem Shinkokin-wakashū. Zu Letzterem, das 79 seiner Gedichte enthält, verfasste er 1205 zudem das Vorwort.
Auf Yoshitsune geht der Kalligrafiestil Gokyōgoku-ryū (後京極流) zurück, der auf dem Stil Hosshōji-ryū (法性寺流) basiert.